# Maiski (Tomsk)
|  | Per a altres significats, vegeu «Maiski». |

Maiski (en rus: Майский) és un poble (possiólok) de l'óblast de Tomsk, a Rússia, que el 2015 tenia 102 habitants.